# Steve Osborne
Steve Osborne est un producteur de musique britannique. Il a travaillé avec beaucoup d'artistes notamment New Order. Dans les années 1990, il a collaboré avec Paul Oakenfold mais aussi avec des groupes comme les Happy Mondays et U2 pour le mixage et la production de leurs albums. Steve Osborne a récemment travaillé avec The B-52's à Athens en Géorgie et avec le groupe a-ha pour qui il a remixé le single final en 2010. 